# Mateusz Wieteska
Mateusz Wieteska, né le 11 février 1997 à Varsovie en Pologne, est un footballeur international polonais qui évolue au poste de défenseur central à Kocaelispor.

## Biographie

### Carrière en club

#### Débuts professionnels
Mateusz Wieteska est formé au Legia Varsovie, club de sa ville natale. Le 19 juillet 2014, il fait ses débuts en Ekstraklasa, lors d'une défaite de son équipe face au GKS Bełchatów (0-1). Ne jouant pas beaucoup, il est prêté pour une moitié de saison au Dolcan Ząbki, où il ne joue que quelques matchs. De retour au Legia à la fin de son prêt, il joue toujours aussi peu, mais glane son premier titre en remportant l'Ekstraklasa 2016-2017. En 2017, il est à nouveau prêté, cette fois au Chrobry Głogów, club avec lequel il joue 14 matchs et inscrit trois buts.

#### Gornik Zabrze
Laissé libre par son club formateur à la fin de son prêt, il rejoint le Górnik Zabrze le 7 juillet 2017. Le club lui fait rapidement confiance et il devient directement un titulaire indiscutable. Ironie du sort, il joue son premier match face au Legia, son ancien club, dès la première journée le 15 juillet 2017. Son équipe s'impose par 3 buts à 1. Le 25 août de la même année, il inscrit son premier but avec son nouveau club face au Wisla Plock, que son équipe bat 4-0. Il réalise une saison remarquable avec le Górnik Zabrze, en inscrivant beaucoup de buts pour un défenseur central (sept au total). Finalement, il effectue une saison pleine et contribue à la cinquième place au classement de son équipe.

#### Retour au Legia

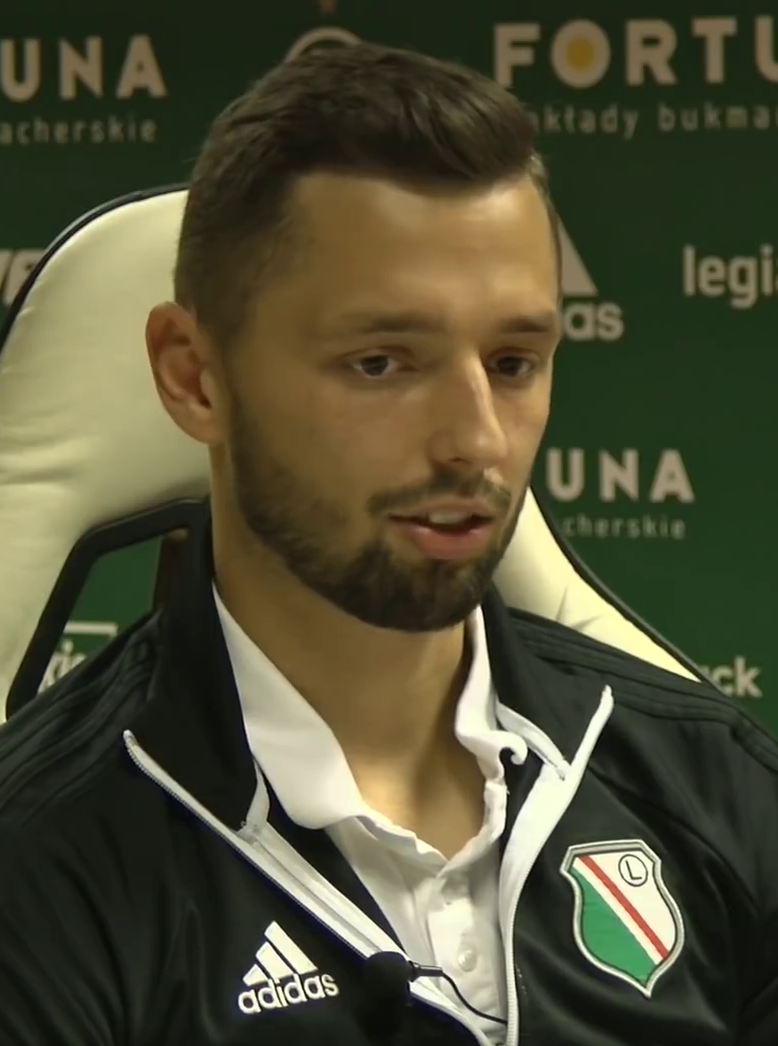
Wieteska avec le Legia Varsovie en 2018

Grâce à ses bonnes performances avec le Górnik Zabrze, il est transféré en juillet 2018 au Legia Varsovie, où il fait son grand retour. Il signe un contrat de cinq ans, soit jusqu'en juin 2023. Il a cette fois la confiance du nouvel entraîneur, Ricardo Sá Pinto, qui l'installe comme titulaire en défense.

#### Clermont Foot
Le 25 juillet 2022, Mateusz Wieteska s'engage en faveur du Clermont Foot 63, club de Ligue 1, pour les quatre prochaines saisons.
Wieteska joue son premier match pour Clermont le 6 août 2022, lors de la première journée de la saison 2022-2023 face au Paris Saint-Germain. Il est titularisé et son équipe s'incline par cinq buts à zéro.
Wieteska inscrit son premier et unique but pour Clermont le 13 août 2023, à l'occasion de la première journée de la saison 2023-2024, face à l'AS Monaco. Titulaire, il ouvre le score de la tête sur un service de Muhammed Cham mais il ne eut empêcher la défaite de son équipe par quatre buts à deux.

#### Cagliari Calcio

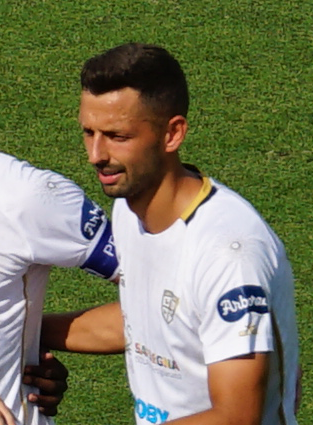
Wieteska avec le Cagliari Calcio

Le 29 août 2023, Mateusz Wieteska rejoint l'Italie afin de s'engager en faveur du Cagliari Calcio. Il signe un contrat courant jusqu'en juin 2027.

#### PAOK Salonique
Le 22 janvier 2025, Mateusz Wieteska rejoint le PAOK Salonique sous la forme d'un prêt jusqu'à la fin de la saison, avec option d'achat.

### En sélection
Avec les moins de 19 ans, il est à plusieurs reprises capitaine de la sélection.
Il représente ensuite les moins de 20 ans de 2016 à 2017 pour un total de huit matchs, et un but marqué contre la Suisse le 10 novembre 2016 (victoire 2-0 de la Pologne).
Le 1er septembre 2017, Wieteska fête sa première sélection avec l'équipe de Pologne espoirs face à la Géorgie. Il est titulaire et son équipe gagne la partie (0-3). Le 11 septembre 2018, face à la Finlande, il est auteur d'une belle performance en inscrivant 2 buts, contribuant ainsi à la victoire de son équipe (1-3).
Le 10 novembre 2022, il est sélectionné par Czesław Michniewicz pour participer à la Coupe du monde 2022.

## Palmarès

### En club
Legia Varsovie
- Champion de Pologne
  - 2017, 2020 et 2021